# Pseudoanthidium soliferum
Pseudoanthidium soliferum är en biart som först beskrevs av Cockerell 1911.  Pseudoanthidium soliferum ingår i släktet Pseudoanthidium och familjen buksamlarbin. Inga underarter finns listade i Catalogue of Life.